# Rio Guapira
O rio Guapira é um rio que banha o estado de São Paulo, no Brasil.

## Topônimo
"Guapira" é um termo de origem tupi que significa "lugar onde começa um vale". 